# Échangeur de Familleureux
L'échangeur de Familleureux est un échangeur situé en Belgique entre l'A7 (E19) et l'A501. Il constitue un échangeur important sur l'axe routier entre Mons et Bruxelles. Les quatre directions vont, en partant de l'ouest, vers Mons, Soignies, Bruxelles et La Louvière.